# 學車王
學車王是香港的一個學車平台，於2015年成立，學車王曾經入選數碼港的培育計劃，提供學車筆試模擬試題。

## 外部鏈接
- DrivingKing HK Official Website（页面存档备份，存于）
- DrivingKing HK Official App